# 飯田家住宅
飯田家住宅（いいだけじゅうたく）は、神奈川県横浜市港北区綱島台17番にある古民家。横浜市指定有形文化財である。

## 概要
飯田家は江戸時代の旧家で、代々北綱島村の名主を務め、農地開墾、鶴見川改修などに尽くした。
同家の主屋と表門（長屋門）が現存している。屋敷地の南側には小高い丘（綱島台）があり、北側は水田となっていた。表門の建築年代は江戸時代後期と見積もられており、主屋は明治時代の建築である。

## 建造物
- 主屋：1889年（明治22年）
- 表門：江戸時代後期
- 周辺にめぐらされた濠

## ギャラリー

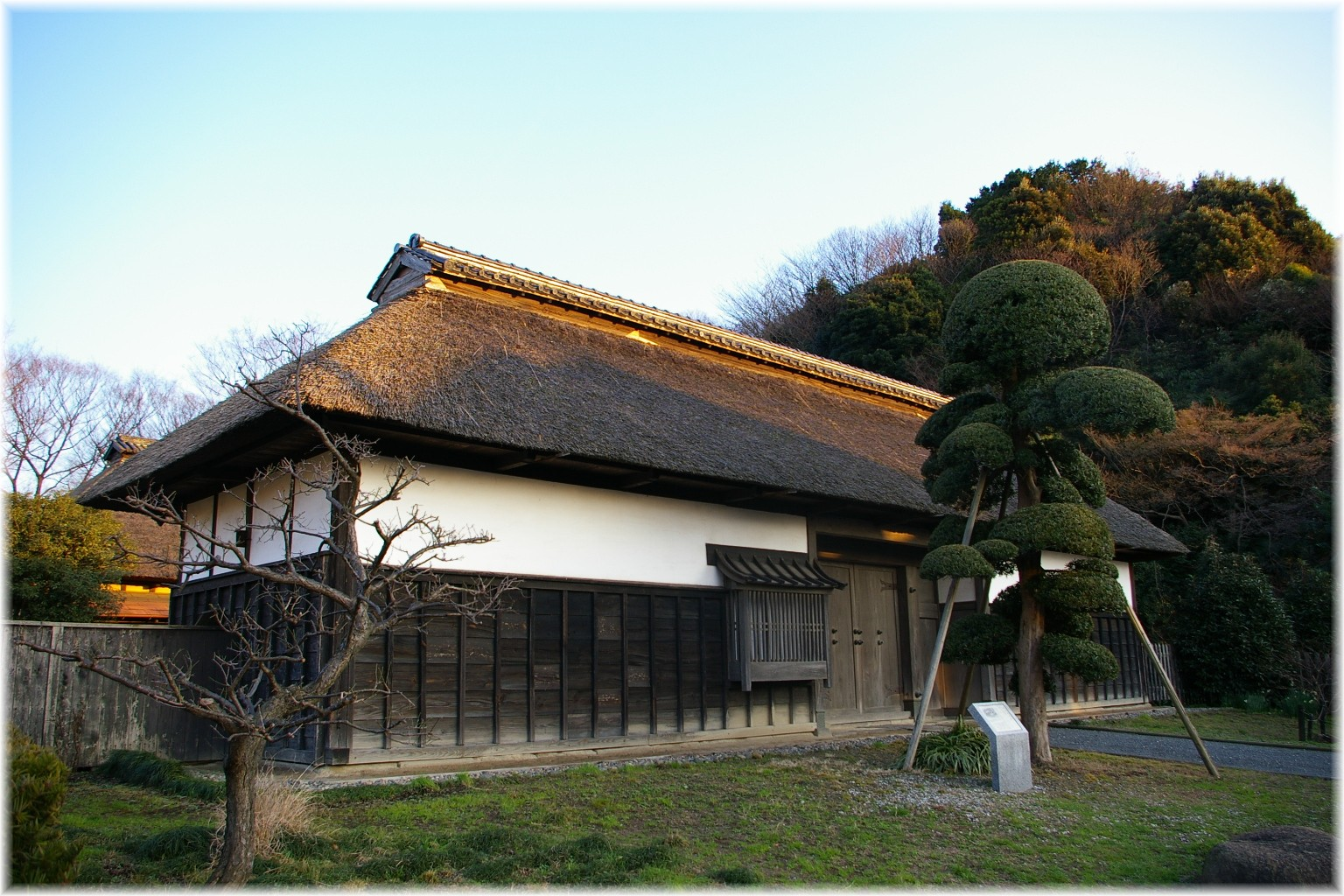
近景
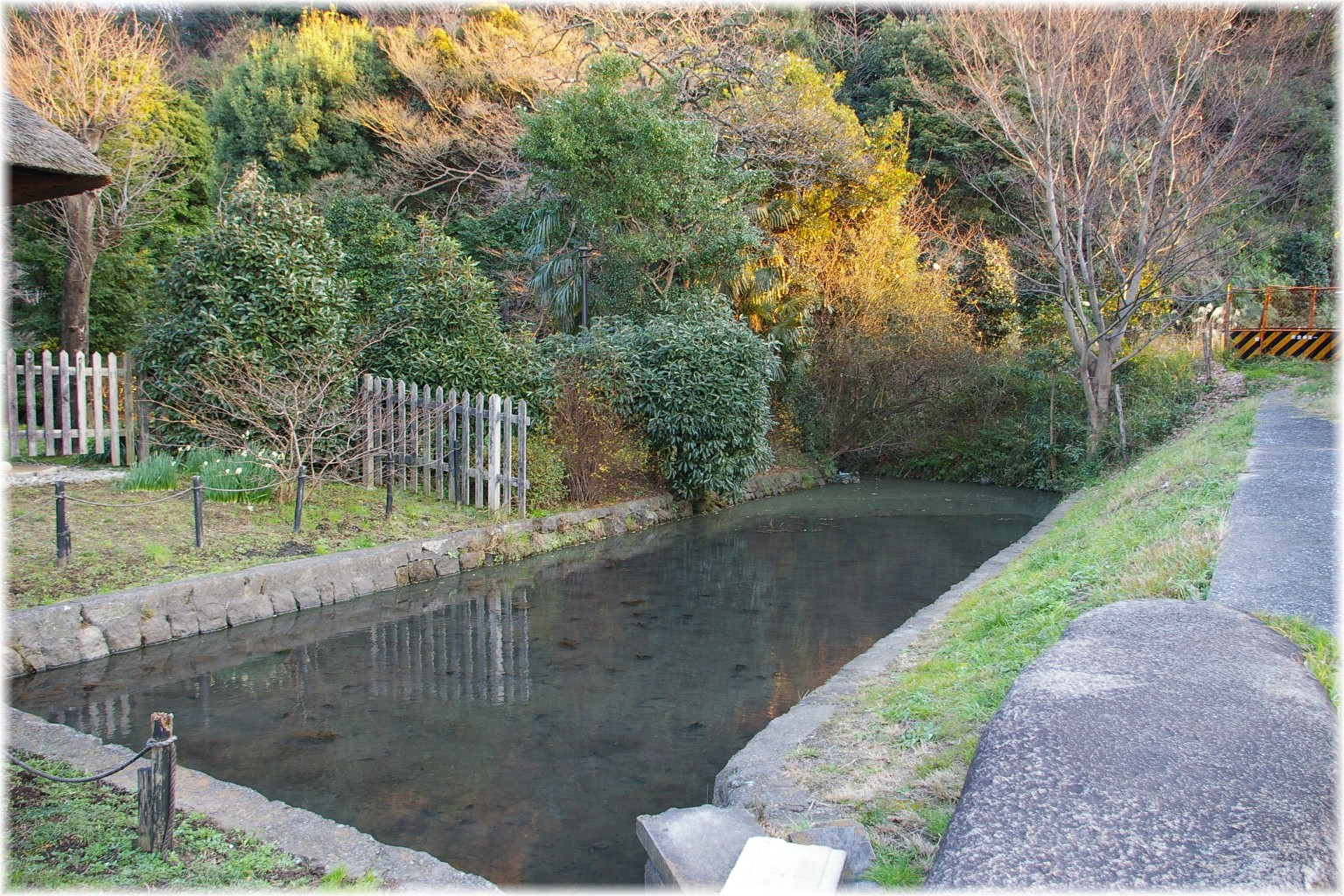
濠